# Amédée Ozenfant
Amédée Ozenfant, né le 15 avril 1886 à Saint-Quentin  dans l'Aisne et mort le 3 mai 1966 à Cannes (Alpes-Maritimes) est un artiste français, pionnier du mouvement moderne, cofondateur du purisme avec Le Corbusier ; ses œuvres sont conservées dans de nombreux musées internationaux.
C'est un théoricien, conférencier et critique d'art du XXe siècle connu par son enseignement à Paris, Londres et New York. Il est le co-directeur de la revue L'Esprit Nouveau (1920-1925) avec Le Corbusier et Paul Dermée.

## Biographie

### Formation et débuts artistiques
Amédée Ozenfant, né le 15 avril 1886, est le fils aîné de Marie-Thérèse Saugnier et de Julien Ozenfant, entrepreneur de travaux publics, l'un des premiers à utiliser le système de béton armé de François Hennebique. Sa mère encourage le développement de sa formation artistique.
De santé fragile, il poursuit ses études au collège dominicain Saint-Elme à Arcachon puis Captier à Saint-Sébastien en Espagne entre 1901 et 1904.
À Saint-Quentin, il suit les cours de l'École municipale Quentin-de-la-Tour où il apprend la technique du pastel puis il fréquente l'école de Maurice Pillard Verneuil, spécialisée dans le dessin d'ornement Art nouveau.
Amédée Ozenfant renonce à la carrière architecturale que souhaitait son père et s'oriente sur les conseils de Charles Cottet vers la peinture. Il s'inscrit à l'Académie de la Palette où ce dernier enseigne ainsi que Paul-Emile Blanche ; André Dunoyer de Segonzac et Roger de La Fresnaye sont ses condisciples. Il y rencontre sa première épouse, Zina Klingberg, d'origine russe, tout comme une autre condisciple de La Palette, Sonia Delaunay.
Ses premières peintures datent de 1905. Il expose à partir de 1908 au salon de la Société nationale des beaux-arts puis se rapproche du Salon d'Automne et du Salon des indépendants. Ses admirations vont à l'art égyptien, la céramique grecque, Le Lorrain, Poussin, Rembrandt, Chardin, Ingres mais aussi Pierre Puvis de Chavannes, ainsi que les impressionnistes et post-impressionnistes, en particulier Georges Seurat. Son style pictural révèle un sens des valeurs chromatiques privilégiant la clarté qu'il trouve dans les effets des nuages. Fréquentant à Paris les Salons, il est aussi proche de la bohème, en particulier russe ; il séjourne en Russie à Perm dans l'Oural où il réalise un ensemble de gouaches daté de 1913, composant Le voyage en Russie conservé au Kunstmuseum de Bâle ; certaines se rapprochent de l'abstraction et manifestent  une explosion lyrique chromatique. Il voyage en Italie.
Personnalité intellectuelle, Ozenfant se rapproche des milieux littéraires symbolistes, de la pensée de Maurice Barrès tout en suivant les cours de Henri Poincaré, de Romain Rolland, lisant Bergson ou fréquentant les réunions de Rodin à Meudon. Imprégné d'une culture raffinée début  de siècle, imbibé de sa connaissance des arts anciens, il n'en est pas moins un admirateur du modernisme et des voitures de course comme en témoigne sa collaboration avec son frère, Jean Ozenfant, ingénieur, pour la conception d'une voiture torpédo dite, par la suite, "Hispano-Suiza Alphonse XIII". Par la suite, il réalisera des courses en Morgan et s'achètera une Bugatti. 

### La préparation du purisme
Pendant la Première Guerre mondiale, Ozenfant est réformé. Il entre en contact avec l'avant-garde parisienne et manifeste ses idées nouvelles sur l'art. Il collabore à la publication du Panorama de Raoul Dufy.
Il fonde en avril 1915 la revue L’Élan, caractérisée par sa présentation soignée et luxueuse tant sur le plan de la qualité de sa maquette typographique que coloristique par le rassemblement et la diversité des artistes. Il y publie ses propres dessins et l'oriente progressivement en direction du milieu artistique et poétique cubiste comme André Lhote, André Dunoyer de Segonzac, Max Jacob, Guillaume Apollinaire, Pablo Picasso, mais aussi Henri Matisse et Gino Severini ; il y soutient l’effort de guerre, tout en précisant que les Allemands ne sont pas uniquement des agresseurs barbares ; il prend ainsi une défense remarquée du cubisme accusé d'être un "art boche",. André Lhote lui apporte le texte Totalisme en mai 1916.
Amédée Ozenfant y publie ses dessins et ses recherches typographiques, « cubo-futuristes » et invente la « typométrie » puis la « psychotypie » qui permettent de faire figurer, par la forme même des lettres, les rythmes et silences de la poésie.
Il réalise une série de tableaux quasi abstraits qui révèlent son interprétation personnelle de l'avant-garde tout en anticipant ses recherches puristes. Son texte Notes sur le cubisme, publié en décembre 1916 dans le dernier numéro de L'Elan, lance le terme de purisme, en s'appuyant notamment sur les recherches cubistes qu'il admire mais dont il effectue cependant une première et influente lecture critique.
Au cours de cette période, Ozenfant a acquis une connaissance profonde des méthodes cubistes par son rapprochement avec ses protagonistes, en particulier, Juan Gris, mais il acquiert également une compréhension beaucoup plus large des avant-gardes de son époque qu'il commence à théoriser et à exprimer dans son évolution picturale. Plusieurs événements sont intervenus dans sa vie personnelle : mort de son père et de son frère ; son divorce avec Zina Klingberg. Germaine Bongard, couturière soutenant l'avant-garde, sœur de Paul Poiret, est son amie.

### Le purisme après le cubisme
La mutation progressive d'Ozenfant en artiste chef de file du mouvement moderne des années vingt survient entre 1917 et 1918 et elle est marquée par sa rencontre en 1917 avec Charles-Edouard Jeanneret, le futur architecte mythique du XXe siècle, Le Corbusier. Leur collaboration se concrétise  en 1918 et s'articule autour de la peinture et de leurs réflexions sur l'art par la mise en commun de leurs idées. Ce co-working va donner lieu à une exposition commune à la galerie Thomas à Paris et à la publication d'un opuscule, Après le cubisme, contenant les idées du purisme dont ils sont les apôtres au sortir de la guerre.

### L'Esprit nouveau
Avec Paul Dermée et Le Corbusier, Ozenfant crée la revue L’Esprit nouveau dont le premier numéro paraît en octobre 1920. Son influence sera internationale. Le purisme est central dans l'évolution de la revue qui doit principalement son succès à son approche radicale et nouvelle de l'esthétique, son approche de l'image et du document comme ses articles publiés par Le Corbusier sur l'architecture, l'urbanisme et l'art décoratif nouveaux. Mais L'Esprit Nouveau diffuse aussi  d'autres points de vue, artistiques, littéraires, musicaux, cinématographiques, arts de la scène, comme une approche globale interdisciplinaire du monde fondée sur la science et le machinisme.
Rattachée fréquemment à une forme de "retour à l'ordre", elle est aussi parallèle à De Stijl, au Bauhaus et au constructivisme russe comme au futurisme, dadaïsme et surréalisme. La revue est aussi une tribune pour des intellectuels et critiques français et internationaux. Ozenfant y apporte de nombreux textes, parfois sous des pseudonymes, dont plusieurs écrits en collaboration avec Jeanneret, sont regroupés dans La peinture moderne.
Dans ce contexte stimulant, Ozenfant contribue avec Le Corbusier au renouvellement du langage formel en le dotant de fondements à caractères puristes ou minimalistes rigoureusement pensés tout en révélant une sensibilité  très aiguisée à l'égard du surgissement poétique  de l'événement plastique. Son évolution picturale, toujours proche de celle de Jeanneret, comme en témoigne leur exposition commune à la galerie Druet en janvier 192 composée de "natures mortes" reprenant les objets ordinaires du cubisme mais transformés  en objets-types idéalisant la société machiniste et les analogies avec l'Antiquité.
Se rapprochant ensuite du marchand Léonce Rosenberg et de ses peintres abstraits, ses tableaux comme ceux de Le Corbusier, mais de manière différente, affirment une forme d'abstraction géométrique tout en restant figurative. Leur peinture comme leurs idées sont reconnues internationalement et ont une grande influence en particulier, en Europe de l'Est.
Ozenfant habite à partir de 1925 dans la villa-atelier dessinée par Le Corbusier en 1922 dans le style puriste. Située avenue Reille, elle participe à la réputation de la nouvelle architecture de Le Corbusier qui s'est éloigné d'Ozenfant à la suite de l' Exposition internationale des arts décoratifs et industriels modernes de 1925 et de son Pavillon de L'Esprit Nouveau. Ozenfant y expose un tableau. Sa collaboration avec Le Corbusier s'arrête alors que le dernier numéro de L'Esprit Nouveau est paru en janvier.

### Puriste aprèsL'Esprit Nouveau
Ozenfant est aussi proche de Fernand Léger avec qui il fonde et enseigne à l'Académie Moderne,. Il réalise de grandes compositions murales puristes idéalisant ses vases dans un jeu de lignes, de surfaces, de couleurs en aplat et texturées. Son assistant est Josef-Mellor Hanson. Ozenfant infléchit ses recherches à partir de 1926 en réintroduisant la figure humaine ce qui lui permet d'aborder de nouveaux thèmes. Il réalise toujours des compositions d'objets et deux compositions murales pour la villa de l'architecte Erich Mendelsohn à Berlin. Les dernières compositions de cette période peuvent prendre un accent cosmique et évoquer une forme de réalisme magique.
En 1928, son livre Art constitue le premier bilan du mouvement moderne comme une synthèse de ses idées sur les constantes et les structures dans les différents domaines de l'activité humaine. Il est fortement illustré en particulier par des photographies de Marc Allégret, Karl Blossfeldt ou anonymes. Sa couverture composée d'une main en négatif évoque sa rencontre récente avec l'art préhistorique depuis la visite de la grotte de Cabrerets l'année précédente. Le livre est rapidement édité en Allemagne, Angleterre et aux États-Unis. Ozenfant expose à la galerie Hodebert-Barbazanged. Il participe à plusieurs expositions internationales.

### Après 1930
L'évolution d'Ozenfant accompagne le séisme progressif des années trente. 
En 1936, il fonde à Londres l’« Ozenfant Academy » puis crée à New York, où il s'exile de 1939 à 1955, l'« Ozenfant School of Fine Art ». Il aura pour élève Roy Lichtenstein, entre autres.
Ses œuvres évoluent d’une représentation stylisée d’objets du quotidien à de vastes paysages aériens, océan de nuages ou villes vue du ciel, tel Après l’orage sur l’Hudson.
Après les excès de la culture machiniste, La Grotte aux baigneuses (1931), Amédée Ozenfant évoque sa quête des origines dans une vision de l'âge d'or perdu et préfigure les études pour la Vie, une grande fresque qui renoue avec la tradition ouverte par Pierre Puvis de Chavannes et que ses recherches avaient mise en retrait, tout en gardant le sens de la composition qu'il avait défini au temps du purisme. Ses dernières toiles sont épurées à l'extrême et ont une dimension méditative.
En 1957, Amédée Ozenfant s'installe à Cannes, au Palais de Provence où il continue à peindre et à rencontrer ses amis des arts comme Calder et Picasso. Il commence à rédiger ses mémoires en 1961.
Il ne prend plus d'élève, cependant, en 1959, le directeur de l'École supérieure des beaux-arts de Marseille, François Bret, lui présente et lui recommande une toute jeune fille de 15 ans dont il a remarqué la personnalité, Dan Larroque. En 1960, Ozenfant accepte de la prendre comme élève dans son atelier. Ce sera sa dernière et unique élève jusqu'à son décès en 1966.

## Œuvres dans les collections publiques

### France
- Caen, Musée des Beaux-Arts :
  - Grange blanche au bord de l'étang, 1947, dépôt du Centre national des arts plastiques.
- Cannes, musée de la Castre :
  - "Voiles, mâts cordages", huile sur toile 0,60 × 0,73 cm, S.B.G.[9].
- Grenoble, musée de Grenoble :
  - Bouteille, pipe et livres, huile sur toile, 1918, 73 × 60 cm.
- Paris, musée national d'Art moderne :
  - Vie biologique, 1931-1938.
- Saint-Quentin, Musée Antoine-Lécuyer :
  - Après l’orage sur l’Hudson[10].
  - Vie, dépôt du musée national d'Art moderne.

### Australie
- Melbourne, National Gallery of Victoria :
  - Nature morte, huile sur toile, 1920, 80,5 × 100,3 cm[11].

### Espagne
- Madrid, Musée reina Sofia :
  - Reds, Rome, huile sur toile, 1920-1925, 81 × 100 cm[12].

### États-Unis
- New York, Museum of Modern Art :
  - Les Vases, huile sur toile, 1925, 130,5 × 97,5 cm[13]
- Washington, National Gallery of Art
  - Nature morte avec carafe, bouteille et guitare, 1920, 81,3 × 65,4 cm[14].

### Italie
- Venise, Collection Peggy-Guggenheim :
  - Guitare et bouteilles, 1920.

### Autres œuvres connues
- La Carafe ou Bouteille, huile sur toile, 1918, 35 × 27 cm.
- Composition puriste, 1923, collection Laroche[réf. nécessaire].
- La Grotte aux baigneuses, 1931[réf. nécessaire].
- Le Lac aux voiles, 1959[réf. nécessaire]

## Publications
- Avec Le Corbusier :
  - Après le cubisme, Paris, Éditions des Commentaires, 1918.
  - La peinture moderne, Paris, Éditions Cres, 1925, 172 p. (recueil d'articles publiés dans L'Esprit Nouveau).
- Art. I. Bilan des arts modernes en France, littérature, peinture, sculpture, architecture, science, religion, philosophie. II. Structure d'un nouvel esprit, Paris, J. Budry, 1928, 316 p..
  - (de) Leben und Gestaltung. I. Bilan des 20. Jahrhunderts. II. Aufbau eines neuen Geistes, Potsdam, Muller und Kiepenheuer, 1931 (traduction en allemand de Art par Gertrude Grohmann).
  - (en) Foundations of modern art. Part I. The Balance sheet : writing, painting, sculpture, architecture, music, science, religion, philosophy. Part II. Structures for a new spirit, Londres, John Rodker, 1931 (traduction en anglais de Art par John Rodker).
- Mémoires 1886-1962, Paris, Seghers, 1968, 611 p. (lire en ligne).